# Oklukova Gora
Oklukova Gora je naselje v Občini Brežice.

## Prebivalstvo
Etnična sestava 1991:
- Slovenci: 69 (100 %)